# Celestynów (Powiat Otwocki)
Celestynów ist ein Dorf sowie Sitz der gleichnamigen Landgemeinde im Powiat Otwocki der Woiwodschaft Masowien, Polen.

## Gemeinde
Zur Landgemeinde Celestynów gehören folgende 15 Ortschaften mit einem Schulzenamt:
Celestynów
Dąbrówka
Dyzin
Glina
Jatne
Lasek
Ostrowik
Ostrów
Podbiel
Pogorzel
Ponurzyca
Regut
Stara Wieś
Tabor
Zabieżki
Weitere Orte der Gemeinde sind Okoły und Samuszyn.